# Hieracium praenodatum
Hieracium praenodatum là một loài thực vật có hoa trong họ Cúc. Loài này được Johansson mô tả khoa học đầu tiên năm 1914.